# Торговое соглашение по борьбе с контрафакцией

Государство-участник (подписало и ратифицировало)
Подписавшие
Подписавшие государства, входящие в Евросоюз
Не подписавшие государства, входящие в Евросоюз
Другие государства, участвовавшие в разработке Соглашения

Международное соглашение по борьбе с контрафактной продукцией (англ. The Anti-Counterfeiting Trade Agreement, ACTA) — вынесенное на рассмотрение многостороннее торговое соглашение, согласно которому будет установлено строгое наблюдение за соблюдением авторского права в Интернете и на рынке информации и информационных технологий и товаров, основанных на информационных технологиях. Это соглашение обсуждается правительствами США, Японии, Швейцарии, Австралии, Новой Зеландии, Южной Кореи, Канады, Мексики и Европейской комиссией. В случае его принятия будет создано международное объединение, направленное против нарушений авторских прав и представляющее собой сложную иерархическую систему контроля за соблюдением авторского права в развитых странах. Предложенный договор позволит работникам таможни досматривать ноутбуки, цифровые плееры и сотовые телефоны на предмет хранения в них файлов, связанных с нарушением закона об авторском праве. Также предполагается введение новых требований к интернет-провайдерам, включающих в себя частичное разглашение информации, связанной с деятельностью пользователя, и использование инструментов сетевой безопасности. Предложение также включает в себя план создания подобной системы в развивающихся странах.
Европейская комиссия, правительство США, министерство иностранных дел Австралии и правительства других стран подтвердили своё участие в голосовании по вопросу ACTA, однако они отказались опубликовать предварительный текст договора и обсуждать детали до дискуссии в рамках саммита. Так, на запрос канадских правозащитников, был получен документ, содержащий только название соглашения, в то время как остальной текст был закрашен. 22 мая 2008 дискуссия о соглашении появилась на Wikileaks и на страницах газет.
ACTA является частью стратегии, применяемой торговыми представителями США, Евросоюза, Японии и других стран, поддерживающих ужесточение контроля за нарушениями авторского права, подобные предложения появились и во Всемирной таможенной организации.

## Прогнозы

### Таможенный контроль
В газетах пишут, что соглашение уполномочит работников таможни в аэропортах и на государственных границах проводить обыски ноутбуков, МP3-плееров и сотовых телефонов на предмет незаконно скачанных или скопированных фильмов и музыки. В случае их обнаружения носитель может быть конфискован или уничтожен, а его владелец будет обязан выплатить штраф.

### Интернет-провайдеры
Согласно имеющемуся в наличии документу, в случае нарушения авторских прав, интернет-провайдеры будут обязаны раскрывать всю необходимую информацию без предъявления ордера. Таким образом, звукозаписывающим компаниям станет проще преследовать незаконных распространителей музыки в Интернете, а правительствам — закрыть некоммерческие BitTorrent-сайты, например, The Pirate Bay.

### Усиление власти
ACTA создаст собственную правительственную организацию вне уже существующих международных институтов, таких как Всемирная торговая организация (ВТО), Всемирная организация интеллектуальной собственности (ВОИС) и Организация Объединённых Наций.

## Переговоры
Переговоры о подписании ACTA проводятся в секрете и не являются частью деятельности той или иной международной организации. Европейская комиссия, министерство внешних дел и торговли Австралии и другие государственные органы признали своё участие в переговорах о подписании АСТА, однако отказались от обнародования их промежуточных результатов и обсуждения возможных условий договора. Тем не менее, 22 мая 2008 года черновик договора был загружен на Wikileaks.
Разговоры о возможном создании международного договора, подобного АСТА имели место между США, Канадой, Японией, Европейской комиссией и Швейцарией ещё в 2005—2007 годах. В октябре 2007 года США, Япония, Европейская комиссия и Швейцария одновременно объявили о начале переговоров о подписании АСТА. Первый раунд официальных переговоров прошёл в Женеве 3 и 4 июня 2008 года, в нём участвовали, как минимум, следующие страны: Австралия, страны Европейского союза, Иордания, Мексика, Марокко, Новая Зеландия, Республика Корея, Сингапур и Объединенные Арабские Эмираты. Второй раунд переговоров прошёл в Вашингтоне с 29 по 31 июля,, третий раунд — в Токио 8 и 9 октября, четвёртый раунд — в Париже 15-18 декабря.

### Пятый раунд переговоров, Рабат, июль 2009 года
Пятый раунд переговоров по подписанию был проведён в Рабате, столице Марокко, 16 и 17 июля 2009 года. В числе участников были Австралия, Канада, Европейский союз, представленный Европейской комиссией, председательствовавшей в союзе Швецией и другими странами, Япония, Республика Корея, Мексика, Марокко, Новая Зеландия, Сингапур, Швейцария и США.
Центральной темой обсуждения стали возможности расширения международного сотрудничества, в частности, введения единых законодательных мер и создание институциональных органов. Также обсуждался и вопрос открытости самих переговоров, в частности, предоставления информации заинтересованным кругам и публике. Участники согласились опубликовывать повестки дня перед каждым следующим раундом переговоров.

### Шестой раунд переговоров, Сеул, ноябрь 2009 года
Шестой раунд переговоров состоялся в Сеуле, столице Южной Кореи, 4-6 ноября 2009 года. В число участников переговоров вошли Австралия, Канада, Европейский союз, Япония, Республика Корея, Мексика, Марокко, Новая Зеландия, Сингапур, Швейцария и США. Дискуссия разворачивалась вокруг проблемы создания правовой среды в сфере цифровых технологий, в частности, с целью предотвращения преступлений в сети Интернет.

### Седьмой раунд переговоров, Гвадалахара, январь 2010
Седьмой раунд переговоров прошёл 26-29 января 2010 в городе Гвадалахара, Мексика в том же составе. Обсуждавшиеся темы: гражданское право, меры пограничного контроля, процедуры за соблюдением законов в цифровом пространстве.

### Восьмой раунд переговоров, Веллингтон, апрель 2010
Восьмой раунд переговоров прошёл 12-16 апреля в столице Новой Зеландии — Веллингтоне.

### Девятый раунд переговоров, Люцерн, июнь 2010
Девятый раунд переговоров прошёл 28 июня — 1 июля 2010 в Люцерне, Швейцария.

### Последний раунд переговоров, Токио, 23 сентября — 2 октября 2010
Финальный, одиннадцатый раунд переговоров был успешно завершен в Токио 2 октября 2010 года.
В переговорах приняли участие Австралия, Канада, Европейский союз в лице Европейской комиссии и председательствующей в ЕС страны (Бельгия) и государств-членов ЕС, Япония, Корея, Мексика, Марокко, Новая Зеландия, Сингапур, Швейцария и США.

## Подписание

### 5 октября 2011
США, Австралия, Канада, Япония, Марокко, Новая Зеландия, Сингапур и Южная Корея подписали ACTA.
Страны Европейского Союза, Мексика и Швейцария, которые также участвовали в обсуждениях ACTA, хотя и не подписали соглашение на официальной церемонии в Японии, однако «подтвердили свою неизменную твердую поддержку и готовность подписать договор как можно скорее».

### 26 января 2012
В Японии Евросоюз подписал ACTA. Ранее ACTA подписали США и ряд стран Юго-Восточной Азии, являющихся тесными союзниками США, но до недавнего времени оставалась надежда, что Евросоюз к данному договору не присоединится. В связи с подписанием ACTA в Варшаве состоялась массовая манифестация протеста. АСТА подписан всеми странами Евросоюза за исключением Кипра, Эстонии, Латвии, Словакии, Германии и Нидерландов.

## Отклонение соглашения Европейским парламентом
Общественный семинар по ACTA состоялся в Брюсселе 1 марта.
Торговое соглашение ACTA не получило одобрение Европейского парламента, поэтому оно не может быть принято в ЕС. Окончательное голосование на пленарном заседании состоялось 4 июля 2012. Парламент мог проголосовать только за или против утверждения текста и не мог вносить изменения.

## Протесты

### Докладчик Европарламента по ACTA подал в отставку

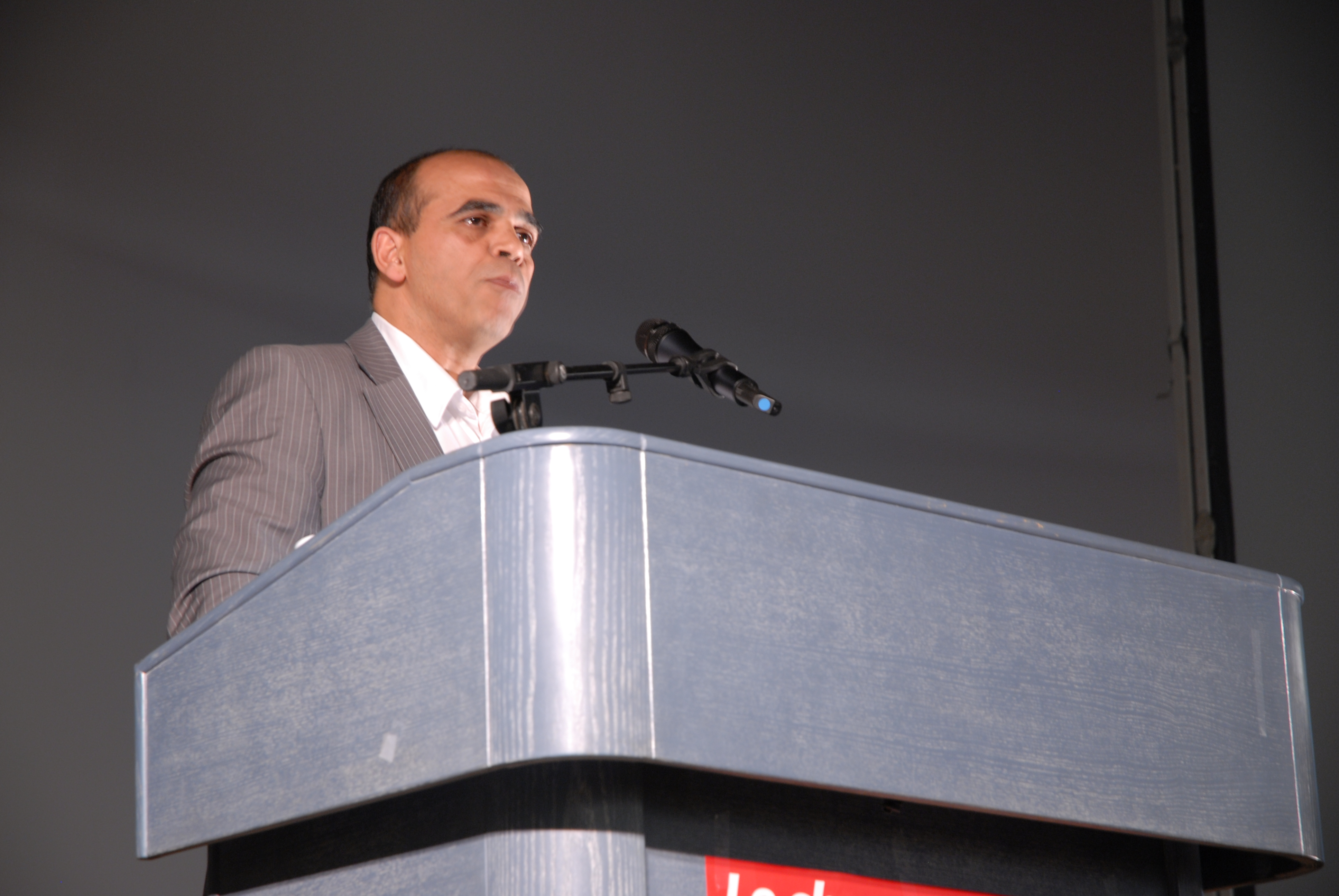
Кадер Ариф, докладчик Европейского парламента по ACTA

Кадер Ариф, докладчик Европейского парламента по ACTA, подал в отставку со своего поста 26 января 2011 и осудил договор «самым решительным образом» реализуя своё намерение «послать четкий сигнал и предупредить общественное мнение об этой неприемлемой ситуации» и отказываясь «принимать участие в этом маскараде».

### Публичные демонстрации в Польше
Польские сайты социальных сетей Demotywatory.pl, JoeMonster.org, Kwejk.pl, AntyWeb.pl и Wykop.pl объявили, что они устраивают акции протеста, похожие на Протесты против SOPA и PIPA (18 января 2012) против намерения Польши подписать ACTA.
26 января 2012 года, после подписания Польшей ACTA, ряд веб-сайтов польского правительства (в том числе сайты президента, сэйма, министерства культуры, канцелярии премьер-министра) были недоступны в результате направленных на них DDOS-атак. 24 января более тысячи человек протестовали перед Европейским бюро парламента в Варшаве; 25 января, по крайней мере 15000 демонстрантов выражали протест в Кракове, 5000 во Вроцлаве, и в других городах страны. Опрос, проведенный 27 января по Millward Brown SMG / KRC показал, что 64 % поляков против подписания соглашения, 60 % считали, что договор не сможет достичь своей главной цели, а 50 % считали, что он влечет уменьшение основных гражданских свобод. 27 января, протестующих по всей стране насчитывалось десятки тысяч.

### Польский парламент
26 января 2012 года группа польских политиков выразила неодобрение договора, надев маски Гая Фокса во время парламентских разбирательств. Изображения этого события быстро распространились в интернете.
Польская оппозиция правой партии «Право и справедливость» впоследствии призывала к референдуму по ACTA.
3 февраля 2012 года премьер-министр Польши Дональд Туск заявил о приостановке процесса ратификации антипиратского закона, который вызвал массовые протесты интернет-пользователей страны.
По словам премьера, закон все ещё может вступить в силу, однако это должно произойти только после общественной дискуссии, в которой должны принять участие как правообладатели, так и обычные пользователи интернета.

### Словения
Елена Дрновшек-Зорко, словенский посол в Японии, выступила с заявлением 31 января 2011 и выразила глубокое раскаяние за то, что подписала соглашение. «Я подписала ACTA из гражданской беспечности, потому что я не уделила достаточного внимания. Проще говоря, я не ясно понимала, что мне было поручено подписать соглашение, которое, по моим собственным гражданским убеждениям, ограничивает и сдерживает свободу участия в самой крупной и значительной сети в человеческой истории, и, следовательно, ограничивает в частности Будущее наших детей», сказала она.
Словенская группа Anonymous объявила себя оппозицией против подписания договора.

### Демонстрация солидарности против ACTA 11 февраля 2012

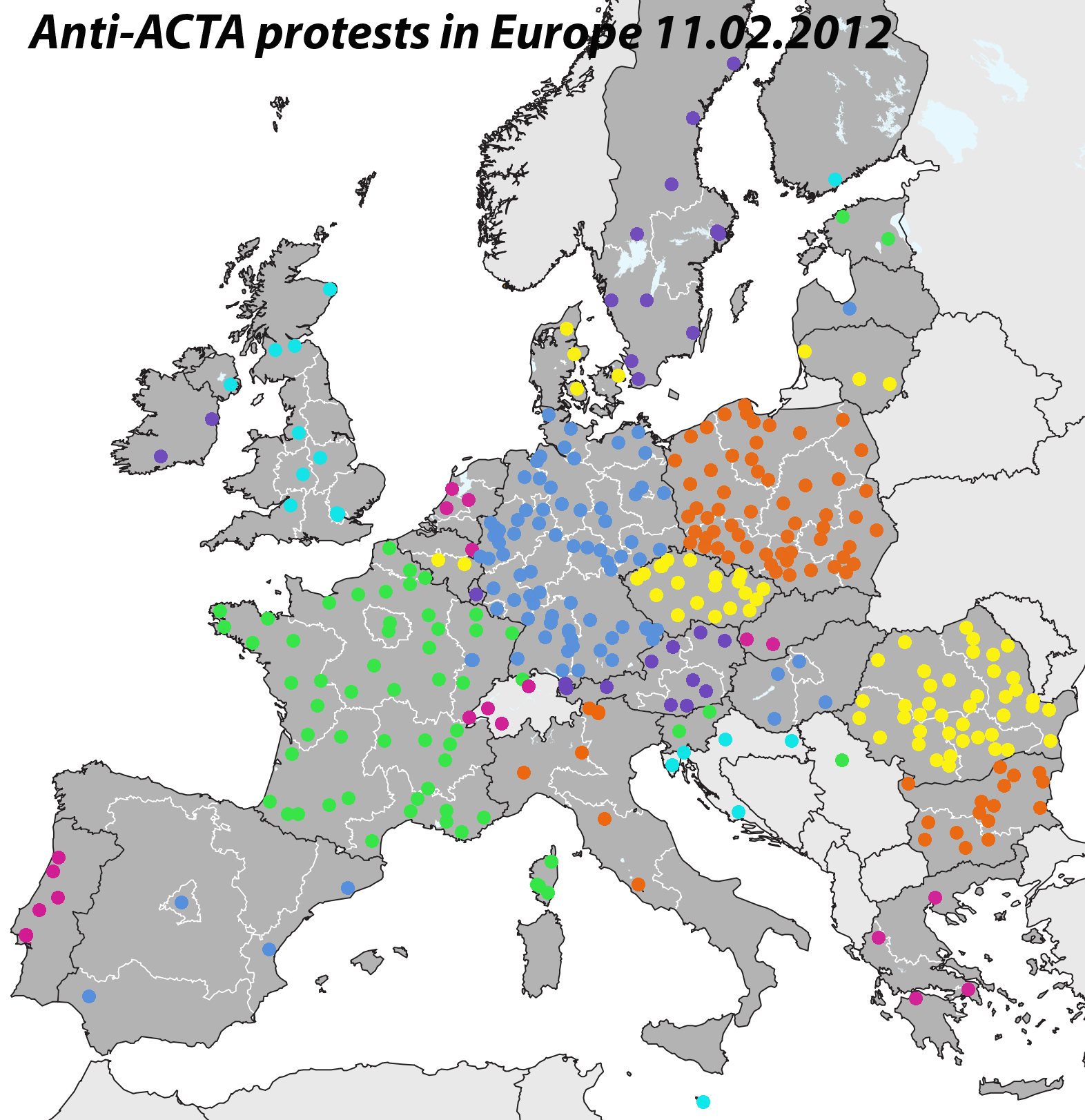
Карта проведения протестов 11 февраля 2012

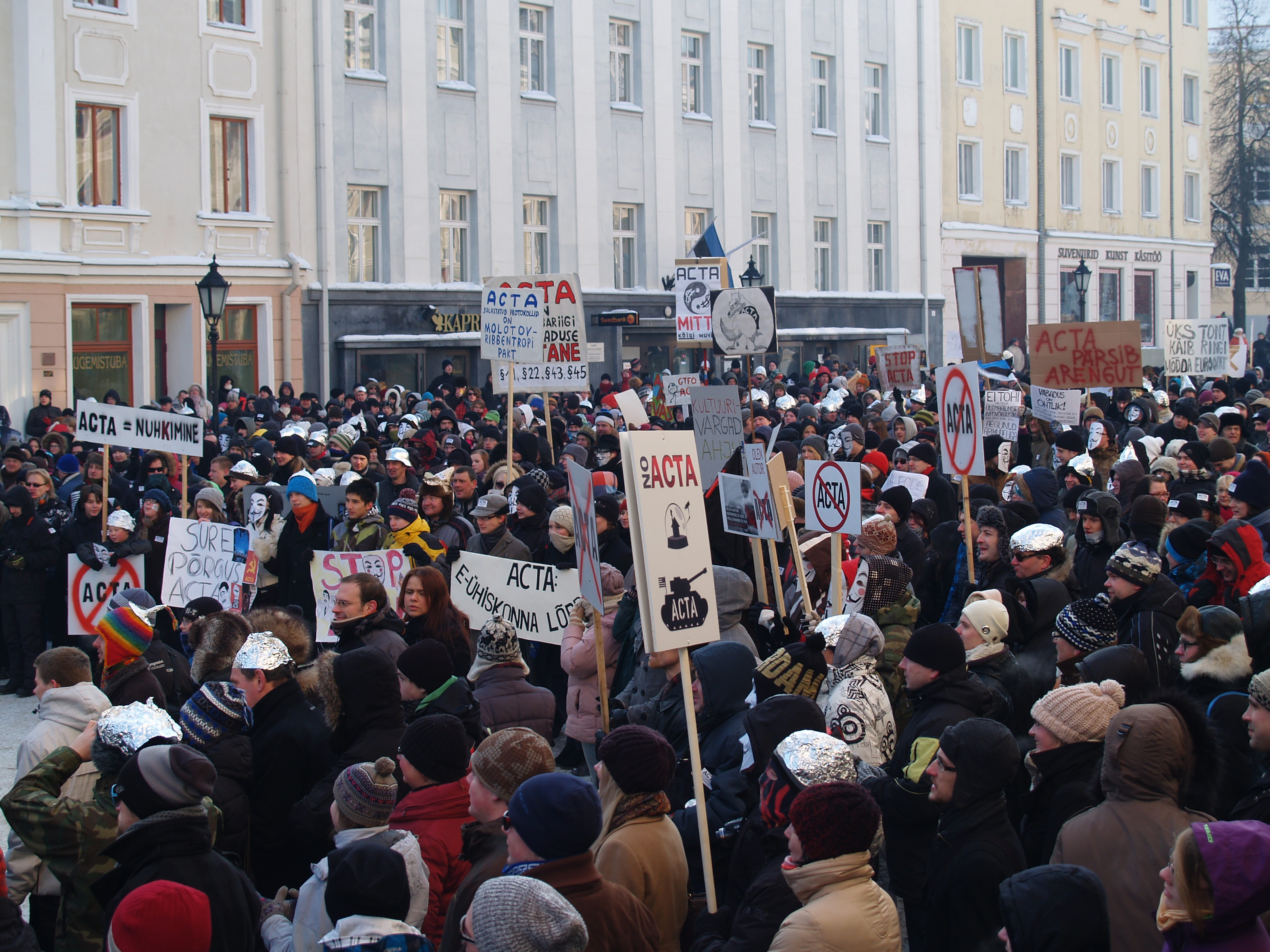
Демонстрация в Тарту, Эстония. 11 февраля 2012

Организация «Access», выступающая против принятия законопроекта АСТА, организовала всемирный день протеста 11 февраля 2012, чтобы показать Европейскому парламенту необходимость отказа от ратификации ACTA. Протесты прошли более чем в 200 европейских городах, на улицы вышли десятки тысяч протестующих.
Самыми многочисленными были выступления в Германии, Польше и Голландии. В Германии на улицы вышли более 25 тыс. демонстрантов. В Софии, в Болгарии, — 10 тыс. человек, в Бухаресте — порядка трехсот, в Берлине — более 2 тыс., в Мюнхене — около 16 тыс. человек. Демонстрации также прошли в Лондоне, Варшаве, Праге, Вильнюсе, Риге, Братиславе, Париже, Брюсселе, Дублине и других городах.

### Интернет-проекты против ACTA
- Подписание петиции против ратификации ACTA на сайте AVAAZ.org
- Подписание петиции против ратификации ACTA на сайте accessnow.org
- Подписание петиции против ратификации ACTA на сайте stopacta.org
- Проект «STOP ACTA»
- Видео «Say no ACTA»
- Фонд свободного программного обеспечения против ACTA
- видео об АСТА русский дубляж